# Carlos Salazar Southwell
Carlos Salazar Southwell (Lima, 4 de enero de 1899-Lima, 18 de marzo de 1973) fue un ingeniero de minas, empresario y político peruano. Fue uno de los pioneros de la nueva minería aurífera de su país, así como ministro de Fomento y Obras Públicas del gobierno constitucional del general Manuel Odría, entre 1951 y 1952.

## Biografía
Hijo de Sebastián Salazar Salcedo y Bertha Southwell Vaslin. Hermano de Alfredo Salazar Southwell, héroe de la aviación civil; y de Ricardo Salazar Southwell, destacado odontólogo.
Cursó sus estudios escolares en el Colegio San José de Cluny y en el Instituto de Lima. Luego ingresó a la Escuela Nacional de Ingenieros (actual Universidad Nacional de Ingeniería) donde se tituló de ingeniero de minas en 1920. Durante su época de estudiante fue presidente de la asociación de estudiantes de ingeniería. Destacó por su lucha por la reforma de los estudios y la defensa de la autonomía de la Escuela Nacional de Ingenieros, a la que por entonces se intentó incluir en la Universidad de San Marcos. Se casó con Carmen González Barúa, el 28 de julio de 1933, en Lima.
Como profesional, empezó a laborar en la fundición de minerales de cobre de Huarón. Luego pasó a la Cerro de Pasco Copper Corporation, donde llegó a ser jefe del departamento experimental. Hacia 1923 formó, junto con un grupo de capitalistas peruanos, el Sindicato Explorador de Sayapullo Compañía Limitada. Luego, se hizo cargo de la compañía minera Cascabamba, en Contumazá.
Fue uno de los pioneros de la nueva minería aurífera del Perú. En 1934 constituyó, junto con otros socios, la Compañía Minera Nacional, Sociedad Anónima. El éxito logrado con dicha empresa lo llevó a fundar la Compañía Aurífera Chala, Sociedad Anónima, la cual se fusionó con otras compañías, surgiendo así el Consorcio Minero del Perú, Sociedad Anónima. Fue también director gerente de la Compañía Agrícola Barbacay S.A. Ejerció además como consultor en asuntos mineros en las diversas zonas del Perú.
En 1951 fue nombrado ministro de Fomento y Obras Públicas, en el gobierno constitucional del general Manuel Odría. Se mantuvo en dicho cargo hasta agosto del año siguiente. De esa gestión se recuerda el haber refrendado una célebre ley de petróleos que hasta hoy es de aplicación.